# James McIlroy (Polarforscher)

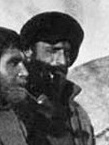
James McIlroy (rechts) und Lionel Greenstreet (links) auf Elephant Island (1916)

James Archibald McIlroy (*  3. November 1879 in der Provinz Ulster, Irland; † 27. Juli 1968 in der Grafschaft Surrey, England) war ein britischer Arzt und Polarforscher.

## Leben
McIlroy war der Sohn des Ladenbesitzers James McIlroy und dessen Frau Maggie. Schon bald nach seiner Geburt zog die Familie von Irland nach Kings Norton in der englischen Grafschaft Worcestershire. Seine schulische Ausbildung erhielt McIlroy an der King Edward VI Camp Hill School for Boys in Birmingham, bevor er ein Medizinstudium an der University of Birmingham absolvierte und danach zunächst am Universitätskrankenhaus tätig war. Schon bald darauf praktizierte er in Japan und Ägypten und diente als Schiffsarzt in Ostindien. Schließlich übernahm er einen Regierungsposten als medizinischer Offizier in den Straits Settlements und auf der Malaiischen Halbinsel.
Aufgrund einer Malariaerkrankung kehrte McIlroy nach England zurück, wo er sich als Teilnehmer für die Endurance-Expedition (1914–1917) des britischen Polarforschers Ernest Shackleton bewarb. Beim Vorstellungsgespräch konnte McIlroy seine Erkrankung nicht verbergen. Shackleton bestand vor McIlroys Verpflichtung auf eine medizinische Untersuchung, die McIlroy bei einem befreundeten Arzt vornehmen ließ, der ihm die Tauglichkeit für die Forschungsreise in die Antarktis bescheinigte. McIlroy gehörte fortan neben Alexander Macklin zum medizinischen Personal der Expeditionsmannschaft. Zum stellvertretenden Expeditionsleiter Frank Wild entwickelte sich eine enge Freundschaft. Nach dem Untergang der Endurance und der Anlandung auf Elephant Island war er gemeinsam mit Macklin für die medizinische Versorgung der dort gestrandeten Männer verantwortlich. Für seine Verdienste um die Forschungsreise, bei der kein Verlust von Menschenleben zu beklagen war, erhielt McIlroy als Auszeichnung die silberne Ausfertigung der Polar Medal.
Nach seiner Rückkehr aus der Antarktis diente McIlroy im Ersten Weltkrieg ab Januar 1917 beim Royal Army Medical Corps mit Einsätzen in Italien und Frankreich. Bei der dritten Flandernschlacht wurde McIlroy im Juli 1917 so schwer verwundet, dass er als Invalider aus dem Fronteinsatz entlassen wurde. Er begleitete Ernest Shackleton 1918 auf eine militärische Geheimmission nach Spitzbergen, wo er bei einem Sturz in eine Gletscherspalte nur knapp dem Tod entrann. Gemeinsam mit Frank Wild und Francis Bickerton (1889–1954), einem Teilnehmer der Australasiatischen Antarktisexpedition (1911–1914) unter Douglas Mawson, betrieb er danach für kurze Zeit eine Baumwollfarm am Malawisee. Schließlich folgte er Shackletons Ruf zur Teilnahme an der Quest-Expedition (1921–1922), bei der der Expeditionsleiter am 5. Januar 1922 im Hafen von Grytviken auf der Insel Südgeorgien an Bord der Quest an einem Herzinfarkt starb.
Nach Abschluss seiner zweiten Reise in die Antarktis arbeitete McIlroy wieder als Schiffsarzt, dieses Mal im Dienst der Orient Line. Während des Zweiten Weltkriegs überlebte er im Oktober 1942 den Untergang der SS Oronsay, nachdem diese vor der westafrikanischen Küste durch Torpedotreffer eines italienischen U-Boots schwer beschädigt worden war. Infolge dieses Zwischenfalls geriet McIlroy für kurze Zeit in Kriegsgefangenschaft. Nach dem Krieg lebte er zunächst bei seiner Zwillingsschwester Ruby im walisischen Aberystwyth, bevor er erneut als Schiffsarzt bei der Clan Line anheuerte. McIlroy praktizierte noch bis zu seinem 80. Lebensjahr, bevor er sich bei seiner jüngeren Schwester Effie in Epsom zur Ruhe setze. Er nahm 1964 an den Feierlichkeiten zum 50. Jubiläum des Beginns der Endurance-Expedition teil und starb vier Jahre später infolge einer Krebserkrankung im Alter von 88 Jahren.
Der 745 m hohe McIlroy Peak auf der Insel Südgeorgien trägt seit 1990 seinen Namen. Im zweiteiligen Fernsehbiopic Shackleton aus dem Jahr 2002 mit Kenneth Branagh in der Titelrolle wurde McIlroy durch den britischen Schauspieler Pip Torrens verkörpert.